# Triepeolus isocomae
Triepeolus isocomae är en biart som beskrevs av Cockerell 1904. Triepeolus isocomae ingår i släktet Triepeolus och familjen långtungebin. Inga underarter finns listade i Catalogue of Life.